# Richmond Arquette
Richmond Arquette (Nova Iorque, 21 de agosto de 1963), é um ator norte-americano.

## Biografia
Richmond nasceu na cidade de Nova York, mas foi criado na Virginia e na Califórnia. Ele é filho de Brenda Denaut, uma atriz e poeta, e do ator Lewis Arquette. Seu avô paterno foi o comediante Cliff Arquette. A mãe de Richmond era judia e filha de um refugiado do holocausto na Polônia. Seu pai se converteu ao Islã e era descendente do explorador Meriwether Lewis. Richmond é irmão dos também atores Patricia Arquette, Rosanna Arquette, Alexis Arquette e David Arquette. Ele também é ex-cunhado da atriz Courteney Cox e do ator Thomas Jane.

## Filmografia
| Ano  | Título                            | Papel                 | Notas   |
| 2009 | 12 Fl OZ                          | Jack Jordan           |         |
| 2009 | Prison Break: The Final Break     | Joe Daniels           | Voz     |
| 2008 | O Curioso Caso de Benjamim Button | John Grimm            |         |
| 2008 | The Butler's in Love              | O marido              |         |
| 2008 | Made of Honor                     | Gary                  |         |
| 2008 | Endless Bummer                    | Harry Winston         |         |
| 2008 | Rift                              | Oficial Kelly         |         |
| 2008 | Wednesday Again                   | Wag                   |         |
| 2007 | Halloween                         | Deputado Charles      |         |
| 2007 | Zodiac                            | Zodiac 1 & 2          |         |
| 2007 | Certifiably Jonathan              | Richmond Arquette     |         |
| 2006 | The Bliss                         | Robert                |         |
| 2006 | The Tripper                       | Deputado Cooper       |         |
| 2006 | Players' Club                     |                       | Voz     |
| 2006 | The Darwin Awards                 | Sr. Pearlman          |         |
| 2006 | Hookers Inc.                      | John                  |         |
| 2006 | The Devil Inside                  |                       |         |
| 2005 | The Big Empty                     | Ginecologista         |         |
| 2005 | I Hate You                        |                       |         |
| 2004 | Illusion                          | Mortimer              |         |
| 2002 | A Midsummer Night's Rave          | Oficial nº 4          |         |
| 2002 | The Mesmerist                     | Coronel nº 2          |         |
| 2001 | Tweeked                           | Cadillac Rapist       |         |
| 2001 | See Jane Run                      |                       |         |
| 2000 | The Gold Cup                      | Hank                  |         |
| 2000 | $pent                             | Jay                   |         |
| 2000 | Pânico 3                          | Estudante             |         |
| 2000 | Spin Cycle                        | Jaybird               |         |
| 1999 | Fight Club                        | Interno               |         |
| 1999 | Sugar Town                        | Rick                  |         |
| 1999 | The Heist                         | Moe                   |         |
| 1999 | The Lovely Leave                  | O marido              |         |
| 1998 | The Last Call                     |                       |         |
| 1998 | Desert Blue                       | Motorista do caminhão |         |
| 1998 | The Treat                         | Christopher           |         |
| 1998 | Legion                            | Koosman               | Para TV |
| 1997 | Cold Around the Heart             | Homem do posto        |         |
| 1997 | Do Me a Favor                     | Segurança             |         |
| 1997 | Life During Wartime               | Andrew Hudler         |         |
| 1997 | Dream With the Fishes             | Xerife                |         |
| 1997 | The Girl Gets Moe                 | Lizard                |         |
| 1997 | Gridlock'd                        | Residente médico      |         |
| 1997 | Tell Me No Secrets                | Douglas Phillips      | Para TV |
| 1997 | Overdrive                         | Harding               |         |
| 1996 | Kiss & Tell                       | Detetive Bob Starr    |         |
| 1995 | Drive Baby Drive                  | Alan                  |         |
| 1995 | Se7en                             | Homem da entrega      |         |
| 1994 | Nowhere to Hide                   |                       | Para TV |
| 1994 | Girls in Prison                   | Det. Dan Campion      | Para TV |
| 1994 | Kill the Moonlight                | Namorado de Sandra    |         |
| 1993 | The Pickle                        | Fazendeiro            |         |

## Televisão
| Ano         | Título           | Papel           | Notas       |
| 2009        | The Storm        | Till            |             |
| 2008 / 2007 | Dirt             | Colin De Quisto | 5 episódios |
| 2007        | Monk             | Lawson          | 1 episódio  |
| 2006        | Medium           | David Saunders  | 1 episódio  |
| 2001        | Son of the Beach | M.C             | 1 episódio  |
| 1999        | Safe Harbor      |                 | 1 episódio  |
| 1996        | Party of Five    | Salesman        | 1 episódio  |